# Рандонне
Рандонне́ (фр. Randonnai) — колишній муніципалітет у Франції, у регіоні Нормандія, департамент Орн. Населення — 830 осіб (2011).
Муніципалітет був розташований на відстані близько 125 км на захід від Парижа, 100 км на південний схід від Кана, 50 км на північний схід від Алансона.

## Історія
До 2015 року муніципалітет перебував у складі регіону Нижня Нормандія. Від 1 січня 2016 року належав до нового об'єднаного регіону Нормандія.
1 січня 2016 року Рандонне, Отей, Бівільє, Брезолетт, Бюбертре, Шам, Ліньєроль, Ла-Потрі-о-Перш, Препотен i Турувр було об'єднано в новий муніципалітет Турувр-о-Перш.

## Демографія
Динаміка населення (INSEE ):
Розподіл населення за віком та статтю (2006):
| Стать | Всього | До 15 років | 15-24 | 25-44 | 45-64 | 65-85 | Понад 85 |
| --- | ------ | ----------- | ----- | ----- | ----- | ----- | -------- |
| Чоловіки | 384    | 80          | 52    | 112   | 72    | 60    | 8        |
| Жінки | 392    | 52          | 72    | 104   | 84    | 68    | 12       |
| \| Статево-вікова піраміда \| Статево-вікова піраміда \| Статево-вікова піраміда \| \| ----------------------- \| ----------------------- \| ----------------------- \| \| Чоловіки \| Вік \| Жінки \| \| 8 \| 85 + \| 12 \| \| 8 \| 80-84 \| 8 \| \| 12 \| 75-79 \| 12 \| \| 20 \| 70-74 \| 28 \| \| 20 \| 65-69 \| 20 \| \| 20 \| 60-64 \| 16 \| \| 12 \| 55-59 \| 32 \| \| 16 \| 50-54 \| 12 \| \| 24 \| 45-49 \| 24 \| \| 16 \| 40-44 \| 40 \| \| 36 \| 35-39 \| 28 \| \| 40 \| 30-34 \| 24 \| \| 20 \| 25-29 \| 12 \| \| 28 \| 20-24 \| 32 \| \| 24 \| 15-20 \| 40 \| \| 16 \| 10-14 \| 20 \| \| 28 \| 5-9 \| 24 \| \| 36 \| 0-4 \| 8 \| |        |             |       |       |       |       |          |
| Статево-вікова піраміда |        |             |       |       |       |       |          |
| Чоловіки | Вік    | Жінки       |       |       |       |       |          |
| 8 | 85 +   | 12          |       |       |       |       |          |
| 8 | 80-84  | 8           |       |       |       |       |          |
| 12 | 75-79  | 12          |       |       |       |       |          |
| 20 | 70-74  | 28          |       |       |       |       |          |
| 20 | 65-69  | 20          |       |       |       |       |          |
| 20 | 60-64  | 16          |       |       |       |       |          |
| 12 | 55-59  | 32          |       |       |       |       |          |
| 16 | 50-54  | 12          |       |       |       |       |          |
| 24 | 45-49  | 24          |       |       |       |       |          |
| 16 | 40-44  | 40          |       |       |       |       |          |
| 36 | 35-39  | 28          |       |       |       |       |          |
| 40 | 30-34  | 24          |       |       |       |       |          |
| 20 | 25-29  | 12          |       |       |       |       |          |
| 28 | 20-24  | 32          |       |       |       |       |          |
| 24 | 15-20  | 40          |       |       |       |       |          |
| 16 | 10-14  | 20          |       |       |       |       |          |
| 28 | 5-9    | 24          |       |       |       |       |          |
| 36 | 0-4    | 8           |       |       |       |       |          |

## Економіка
2010 року серед 490 осіб працездатного віку (15—64 років) 296 були активними, 194 — неактивними (показник активності 60,4%, у 1999 році було 59,0%). З 296 активних мешканців працювали 232 особи (126 чоловіків та 106 жінок), безробітними було 64 (40 чоловіків та 24 жінки). Серед 194 неактивних 41 особа була учнем чи студентом, 51 — пенсіонерами, 102 були неактивними з інших причин.

У 2010 році в муніципалітеті числилось 319 оподаткованих домогосподарств, у яких проживали 754,0 особи, медіана доходів виносила 12 801 євро на одного особоспоживача